# بزرگراه گلبهار
بزرگراه گلبهار جنوبی‌ترین بزرگراه در حال ساخت شهر شیراز می‌باشد. این بزرگراه در تقاطع با بلوار امیرکبیر از پل استاد بهمن‌بیگی در جنوب غرب شهر شروع می‌شود و پس از گذر از شهرک‌های جنوبی شیراز در حاشیه رودخانه چنارراهدار در بلوار نواب صفوی شهرک کوشک میدان پایان میابد.

## رونق جنوب شهر
به گفته مقامات شهرداری شیراز با احداث بزرگراه گلبهار جنوب شهر شیراز رونق می‌گیرد. شهرداری قصد دارد با احداث این بزرگراه رودخانه چنارراهدار را به یک منطقه تفریحی و گردشگری تبدیل کند.

## زمین‌های ارتش
قسمت‌هایی از بزرگراه گلبهار در اراضی ارتش قرار دارد که به یکی از مشکلات این پروژه تبدیل شده‌است هرچند برای حل این مشکل شهرداری شیراز و ارتش جلسات مختلفی برای حل این مشکل برگزار کرده‌اند.

## اهداف پروژه
به گفته شهرداری با احداث این بزرگراه رینگ شهری در جنوب شهر تکمیل می‌شود.